# 赤城忠治
赤城　忠治（あかぎ ちゅうじ、1954年 - 2023年7月6日）とは、日本の音楽家。長野県出身。日大芸術学部放送学科卒業。
FILMS・CLEVER RABBITなどのロックの音楽ユニットで活動していた。近田春夫と組んでアルバム「星くず兄弟の伝説」を作り、1985年に映画作家手塚眞の手で映画化された。2016年にはその30年ぶりの続編『星くず兄弟の新たな伝説』に作曲で関わり、出演もしている。手塚眞の個人事務所である有限会社ネオンテトラに所属していた。難病を患い、2023年7月6日に病没。

## 経歴
- 1970年代よりインディーズから音楽活動を始める。
- 1979年 FILMS結成。
- 1989年 岡野玲子の漫画をイメージ・アルバムにした「ファンシィダンス ～雲遊歌舞」に参加。
- 1989年「第2期FILMS」と位置づけられた音楽ユニットCLEVER RABBITを結成。
- 2004年 初のソロアルバム「Blue Planet」をリリース。
- 2009年 映画「築城せよ!」の音楽を担当（松岡政長と共同）。
- 2016年 映画「星くず兄弟の新たな伝説」の音楽を一部担当。出演もする。
- 2022年 遺伝子の難病VEXASを発病し、居住していた群馬県で闘病生活を続けていた。
- 2023年 7月6日に前橋市の病院で死去。

## 参加バンド
- VAT 69
- FILMS
- CLEVER RABBIT
- LAMP
  - 1992年に結成された赤城・中原信雄・外間隆史による音楽ユニット。
  - 1992年にヴァーゴミュージックに所属し、デモテープ「Sign Of The Light」を制作したが、関係者に配布された後商品化せずに自然消滅[4]。

## 参加作品
- 1980年 近田春夫「星くず兄弟の伝説」（「ガソリンの雨」「モニター」「星くず兄弟の伝説」「クレージー・ゲーム」作曲）
- 1991年 窪田晴男「Flying New Asian」（赤城信夫名義で共同プロデュース）
- 1995年 「TEO -もうひとつの地球-」（音楽・サウンドデザイン）
- 2001年 やの雪 and Aeon「Eyemoon」（プロデュース）
- 2018年 近田春夫「星くず兄弟の新たな伝説」音楽・挿入歌作曲
- 2022年 手塚眞監督 映画「HINOHARA」(音楽)